# Longmen (köpinghuvudort i Kina, Hainan Sheng, lat 19,44, long 110,33)
Longmen är en köpinghuvudort i Kina. Den ligger i provinsen Hainan, i den södra delen av landet, omkring 67 kilometer söder om provinshuvudstaden Haikou. Antalet invånare är 19 814. Befolkningen består av 9 296 kvinnor och 10 518 män. Barn under 15 år utgör 22,0 %, vuxna 15-64 år 66 %, och äldre över 65 år 10,0 %.
Runt Longmen är det tätbefolkat, med 276 invånare per kvadratkilometer. Närmaste större samhälle är Longhe, 13,8 km sydväst om Longmen. I omgivningarna runt Longmen växer huvudsakligen savannskog.
Genomsnittlig årsnederbörd är 2 294 millimeter. Den regnigaste månaden är september, med i genomsnitt 368 mm nederbörd, och den torraste är januari, med 20 mm nederbörd.